# Atelecyclus undecimdentatus
Espèce
Le crabe circulaire, Atelecyclus undecimdentatus, est un crustacé décapode de la famille des Atelecyclidae.